# 梶野敬三
梶野 敬三（かじの けいぞう、1854年6月26日（嘉永7年6月2日） - 1900年（明治33年）2月27日）は、明治時代の政治家。自由民権運動家。衆議院議員（2期）。

## 経歴
相模国津久井郡太井村（神奈川県津久井郡中野町、津久井町を経て現相模原市緑区）の豪農に生まれる。漢学を修めた。1880年（明治13年）国会開設請願運動に総代として故郷を代表した。翌年からは中野村（神奈川県津久井郡中野町、津久井町を経て現相模原市緑区）にて定期法律研究会を開催し自由民権運動の啓蒙に努めた。1882年（明治15年）9月、自由党に入党し、1884年（明治17年）4月には神奈川県会議員に当選し1890年（明治23年）まで4期連続務めた。この間、津久井郡を中心に起こった武相困民党事件では仲裁委員として解決に尽力した。津久井郡には他に安西荘司、笹野源内の2人の自由党員がいた。ほか、戸長、学区取締、村会議員などを歴任した。
1898年（明治31年）3月の第5回衆議院議員総選挙では神奈川県第5区から立憲自由党所属で出馬し当選。つづく第6回総選挙でも当選したが、在職中に脳溢血により死去した。